# Градови и химере
„Градови и Химере“ су збирка путописа српског модернисте Јована Дучића, који су писани у периоду од 1900. до 1940, први пут објављени 1930, и допуњени 1940. Збирка се састоји од десет путописа у облику писама о седам земаља: три из Грчке (Атина, Крф и Делфи), два из Швајцарске (Алпи и Женева), и по један из Француске, Италије, Шпаније, Египта и Палестине. Иако је писао о својим путовањима, у њима готово да нема документарних и репортерских елемената. Зато су ови путописни текстови жанровски блиски есеју. У њима су забележене Дучићеве рефлексије о народима, историји, митологији, Богу, смрти и многим другим темама.
Јован Деретић, историчар српске књижевности, истакао је да су ови путописи писани мајсторски и да спадају у највеће артистичке домете српске прозе.